# Groupe de NGC 4030
Le groupe de NGC 4030 comprend au moins quatre galaxies situées dans la constellation de la Vierge. La distance moyenne entre ce groupe et la Voie lactée est d'environ 27,4 Mpc (∼89,4 millions d'al). 

## Membres
Le tableau ci-dessous liste les quatre galaxies du groupe indiquées dans l'article de A.M. Garcia paru en 1993.
| Nom      | Class.     | Type                        | α (J2000.0)   | δ (J2000.0)  | Vitesse radiale (km/s) | m    | Distance (Mpc) | Diamètre (kal) |
| -------- | ---------- | --------------------------- | ------------- | ------------ | ---------------------- | ---- | -------------- | -------------- |
| NGC 4030 | SA(s)bc    | Spirale                     | 12h 00m 23.6s | -01° 06′ 00″ | 1458 ± 1               | 10,6 | 26,8 ± 1,5     | 94             |
| UGC 6970 | SB(s)m     | Spirale barrée magellanique | 11h 58m 46.0s | -01° 27′ 43″ | 1484 ± 5               | 13,7 | 27,2 ± 1,9     | 43             |
| UGC 6978 | (R)SB(s)m? | Spirale barrée magellanique | 11h 59m 10.3s | -02° 35′ 27″ | 1544 ± 7               | 14,7 | 28,1 ± 2,0     | 35             |
| UGC 7000 | IB(s)m     | Irrégulière magellanique    | 12h 01m 11.2s | -01° 17′ 45″ | 1492 ± 2               | 13,4 | 27,3 ± 2,0     | 33             |

Le site DeepskyLog permet de trouver aisément les constellations des galaxies mentionnées dans ce tableau ou si elles ne s'y trouvent pas, l'outil du site constellation permet de le faire à l'aide des coordonnées de la galaxie. Sauf indication contraire, les données proviennent du site NASA/IPAC. 